# Rosgosstrakh
Rosgosstraj (del ruso: 'Росгосстрах') es una empresa rusa, administradora de seguros y riesgos profesionales. Su sede principal, así como su mercado, se ubican principalmente en Moscú.